# 철십자보장

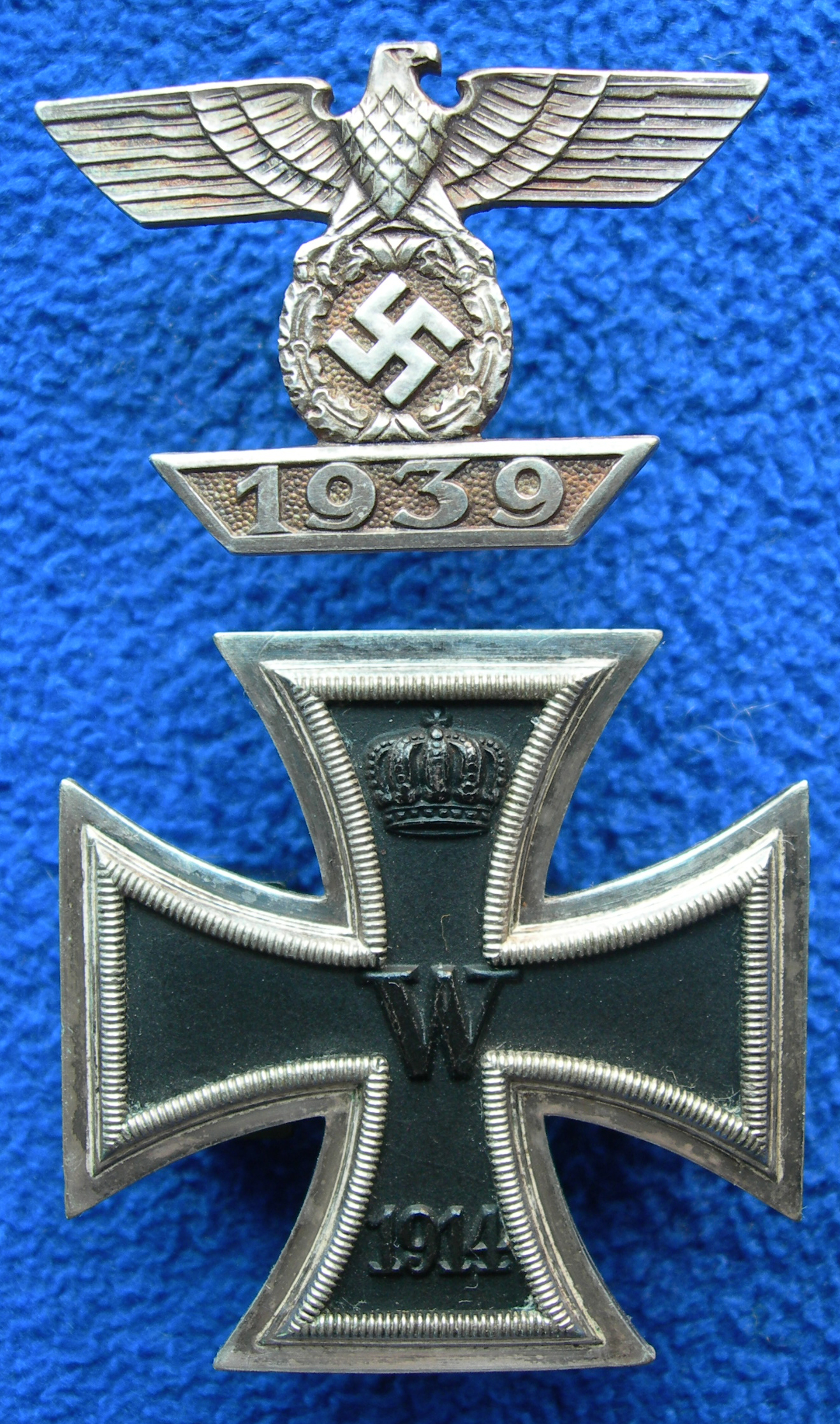
1914년형 1급 철십자장과 1939년형 1급 철십자보장.

철십자보장(독일어: Spange zum Eisernen Kreuz 스팡겐 춤 아이제르넨 크로이츠[*])제1차 세계 대전 때 철십자장을 수훈받은 독일 국방군 군인에게 수여된 걸쇠다.
1914년형 철십자장을 수훈받은 사람은 1939년형 철십자장도 수훈받았는데, 이때 두 훈장을 모두 패용할 경우 1914년형 철십자장을 착용하고 그 위에 1939년형 철십자보장 걸쇠를 끼웠다. 걸쇠 모양은 "1939"가 새겨진 사다리꼴 모양 위에 만자문을 움켜쥔 국가수리의 형상을 하고 있었다. 1914년에도 이와 유사한 보장 제도가 있었지만 그 이전 연식인 1870년형 철십자장을 받고 생존해 있는 사람이 극히 적었기에 실제 수훈자는 많지 않았다.
2급 철십자보장은 1914년형 2급 철십자장의 목걸이 리본에 끼우는 식으로 패용했고 1급 철십자보장은 1914년형 1급 철십자장이 옷핀 고정식인 것과 마찬가지로 옷에 바로 끼우는 식으로 패용했다. 1급 철십자보장이 2급 철십자보장보다 크기가 컸다.

## 참고 자료
- Angolia, John (1987). For Führer and Fatherland: Military Awards of the Third Reich. R. James Bender Publishing. ISBN 0912138149.